# Salvador az 1984. évi nyári olimpiai játékokon
Salvador az egyesült államokbeli Los Angelesben megrendezett 1984. évi nyári olimpiai játékok egyik részt vevő nemzete volt. Az országot az olimpián 5 sportágban 10 sportoló képviselte, akik érmet nem szereztek.

## Atlétika
Férfi
| Versenyző     | Versenyszám     | Előfutam | Előfutam | Előfutam | Negyeddöntő | Negyeddöntő | Negyeddöntő | Elődöntő | Elődöntő | Elődöntő | Döntő   | Döntő    |
| Versenyző     | Versenyszám     | Idő      | Hely.    | Össz.    | Idő         | Hely.       | Össz.       | Idő      | Hely.    | Össz.    | Idő     | Helyezés |
| ------------- | --------------- | -------- | -------- | -------- | ----------- | ----------- | ----------- | -------- | -------- | -------- | ------- | -------- |
| Aldo Salandra | 100 m           | 11,31    | 7.       | 79.*     | kiesett     | kiesett     | kiesett     | kiesett  | kiesett  | kiesett  | kiesett | kiesett  |
| Aldo Salandra | 200 m           | 22,90    | 7.       | 73.      | kiesett     | kiesett     | kiesett     | kiesett  | kiesett  | kiesett  | kiesett | kiesett  |
| René López    | 400 m           | 48,71    | 8.       | 63.*     | kiesett     | kiesett     | kiesett     | kiesett  | kiesett  | kiesett  | kiesett | kiesett  |
| Luis Campos   | 20 km gyaloglás |          |          |          |             |             |             |          |          |          | 1:48:45 | 37.      |

Női
| Versenyző      | Versenyszám | Előfutam | Előfutam | Előfutam | Döntő   | Döntő    |
| Versenyző      | Versenyszám | Idő      | Hely.    | Össz.    | Idő     | Helyezés |
| -------------- | ----------- | -------- | -------- | -------- | ------- | -------- |
| Kriscia García | 1500 m      | 4:38,00  | 12.      | 22.      | kiesett | kiesett  |
| Kriscia García | 3000 m      | 9:42,28  | 9.       | 26.      | kiesett | kiesett  |

* - egy másik versenyzővel azonos eredményt ért el

## Birkózás
Kötöttfogású
| Versenyző      | Versenyszám | Vigaszágas kiesés                                                                 | Vigaszágas kiesés | 5. helyért        | Bronz- mérkőzés   | Döntő             | Helyezés    |
| Versenyző      | Versenyszám | Ellenfél Eredmény                                                                 | Hely.             | Ellenfél Eredmény | Ellenfél Eredmény | Ellenfél Eredmény | Helyezés    |
| -------------- | ----------- | --------------------------------------------------------------------------------- | ----------------- | ----------------- | ----------------- | ----------------- | ----------- |
| Gustavo Manzur | 62 kg       | B csoport · Hugo Dietsche (SUI) · 0–12 · Kim Vongi (Kim Won-gi) (KOR) · kétvállas | 9.                | kiesett           | kiesett           | kiesett           | helyezetlen |

Szabadfogású
| Versenyző      | Versenyszám | Vigaszágas kiesés                                                          | Vigaszágas kiesés | 5. helyért        | Bronz- mérkőzés   | Döntő             | Helyezés    |
| Versenyző      | Versenyszám | Ellenfél Eredmény                                                          | Hely.             | Ellenfél Eredmény | Ellenfél Eredmény | Ellenfél Eredmény | Helyezés    |
| -------------- | ----------- | -------------------------------------------------------------------------- | ----------------- | ----------------- | ----------------- | ----------------- | ----------- |
| Gustavo Manzur | 68 kg       | B csoport · Jagmander Singh (IND) · 0–14 · Erwin Knosp (FRG) · passzivitás | 9.                | kiesett           | kiesett           | kiesett           | helyezetlen |

## Cselgáncs
| Versenyző    | Versenyszám | Csoport | Selejtező         | 32-es főtábla             | Nyolcaddöntő                           | Negyeddöntő       | Elődöntő          | Vigaszág nyolcaddöntő | Vigaszág negyeddöntő   | Vigaszág elődöntő | Bronz- mérkőzés   | Döntő             | Helyezés |
| Versenyző    | Versenyszám | Csoport | Ellenfél Eredmény | Ellenfél Eredmény         | Ellenfél Eredmény                      | Ellenfél Eredmény | Ellenfél Eredmény | Ellenfél Eredmény     | Ellenfél Eredmény      | Ellenfél Eredmény | Ellenfél Eredmény | Ellenfél Eredmény | Helyezés |
| ------------ | ----------- | ------- | ----------------- | ------------------------- | -------------------------------------- | ----------------- | ----------------- | --------------------- | ---------------------- | ----------------- | ----------------- | ----------------- | -------- |
| Fredy Torres | Harmatsúly  | B       | erőnyerő          | Sérgio Sano (BRA) · V     | kiesett                                | kiesett           | kiesett           |                       |                        |                   |                   |                   | 20.      |
| Juan Vargas  | Könnyűsúly  | B       |                   | Alick Kalwihzi (ZAM) · GY | An Bjonggun (An Byeong-Geun) (KOR) · V |                   |                   |                       | Kieran Foley (IRL) · V | kiesett           | kiesett           |                   | 9.       |

## Sportlövészet
Nyílt
| Versenyző      | Versenyszám | Pont | Helyezés |
| -------------- | ----------- | ---- | -------- |
| Julio González | Trap        | 124  | 69.      |

## Úszás
Férfi
| Versenyző         | Versenyszám    | Előfutam | Előfutam | Előfutam | Döntő   | Döntő   | Döntő   | Helyezés |
| Versenyző         | Versenyszám    | Idő      | Hely.    | Össz.    | Típus   | Idő     | Hely.   | Helyezés |
| ----------------- | -------------- | -------- | -------- | -------- | ------- | ------- | ------- | -------- |
| Salvador Salguero | 100 m hát      | 1:04,99  | 6.       | 38.      | kiesett | kiesett | kiesett | kiesett  |
| Salvador Salguero | 200 m hát      | 2:21,75  | 8.       | 32.      | kiesett | kiesett | kiesett | kiesett  |
| Juan Miranda      | 100 m pillangó | 1:04,33  | 7.       | 46.      | kiesett | kiesett | kiesett | kiesett  |
| Juan Miranda      | 200 m pillangó | 2:38,32  | 7.       | 35.      | kiesett | kiesett | kiesett | kiesett  |